# Taste (bài hát)
"Taste" là một đĩa đơn của rapper người Mĩ Tyga. Nó được phát hành trực tuyến và được tải từ Last Kings Music and Empire Distribution vào ngày 16 tháng 5 năm 2018. Bài hát đã được sản xuất bởi D. A. Doman và bao gồm sự xuất hiện của khách mời là rapper người Mỹ Offset. Bài hát đứng thứ chín trên Billboard Hot 100, và trở thành bài hát đầu tiên của anh xuất hiện trên bảng xếp hạng trong ba năm. Nó là bài hát đáng chú ý có xếp hạng cao nhất thứ hai trong sự nghiệp của anh trong vai trò là nghệ sĩ chính, sau "Rack City" từ năm 2011

## Âm nhạc video
MV bài hát được phát hành ngày 16 tháng 5 năm 2018 qua YouTube. Nó được đạo diễn bởi Tyga và Arrad và sự xuất hiện của các khách mời là 2 Chainz, Wiz Khalifa, Joyner Lucas and King Bach.

## Thành công thương mại
Tại Hoa Kỳ, "Taste" đứng thứ số 82 trên Billboard Hot 100 và leo lên vị trí thứ 9 trên bảng xếp hạng vào ngày 11 tháng 8 năm 2018. Bài hát trở thành bài hát đầu tiên của Tyga trên Hot 100 với vai trò là nghệ sĩ chính từ "Ride Out" năm 2016 . Nó cũng đã trở thành đĩa đơn có thứ hạng cao nhất trên bảng xếp hạng của Offset trong cả vai trò nghệ chính và nghệ sĩ nổi bật.

## Bảng xếp hạng
!Áo (Ö3 Austria Top 40) 
|21!Bỉ (Ultratip Flanders) 
|1!Bỉ (Ultratip Wallonia) 
|7!Canada (Canadian Hot 100) 
|9!Cộng hòa Séc (Singles Digitál Top 100) 
|24!Đan Mạch (Tracklisten) 
|11!Phần Lan (Suomen virallinen lista) 
|19!Pháp (SNEP) 
|105!Hungary (Single Top 40) 
|30!Hungary (Stream Top 40) 
|16!Hà Lan (Single Top 100) 
|27!New Zealand (Recorded Music NZ) 
|4!Scotland (OCC) 
|42!Slovakia (Singles Digitál Top 100) 
|15!Thụy Sĩ (Schweizer Hitparade) 
|18!Anh Quốc (OCC) 
|10!Hoa Kỳ Billboard Hot 100 
|9!Hoa Kỳ Hot R&B/Hip-Hop Songs (Billboard) 
|8!Hoa Kỳ Rhythmic (Billboard) 
|4
| Chart (2018)               | Thứ hạng |
| -------------------------- | -------- |
| Ireland (IRMA)             | 14       |
| Italy (FIMI)               | 92       |
| Norway (VG-lista)          | 15       |
| Spain (PROMUSICAE)         | 92       |
| Sweden (Sverigetopplistan) | 7        |

## Chứng nhận
| Khu vực                                             | Chứng nhận | Xác nhận các đơn vị/Bán hàng |
| --------------------------------------------------- | ---------- | ---------------------------- |
| Hoa Kỳ (âm nhạc)                                    | Platinum   | 1,000,000                    |
| bán với số liệu truyền dựa trên chứng nhận một mình |            |                              |